# Affichage à quatorze segments

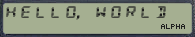
Afficheur à segments d'une calculatrice programmable HP-41

Tableaux de caractères d'un afficheur à 14 segments

Affichages à 7, 9, 14 et 16 segments montrés côte à côte. Le 14 est donc l'image de centre-droite

Un affichage à quatorze segments (en anglais, fourteen-segment display, starburst display ou Union Jack display,) est une technique d'affichage basée sur quatorze segments qui peuvent être activés ou désactivés en fonction du motif graphique à produire. Ce type d'affichage permet l'affichage des chiffres, des lettres et de certains symboles.
Il s'agit d'une extension de l'affichage à sept segments, plus courant. Comparativement à l'affichage à sept segments, l'affichage à quatorze segments comporte quatre segments diagonaux et deux segments verticaux supplémentaires ; de plus, le segment horizontal du milieu est coupé en deux. Un affichage à sept segments suffit pour les chiffres et certaines lettres, mais la restitution sans ambiguïté de l'alphabet latin de base ISO (en) nécessite plus de détails. L'affichage à seize segments est une légère variante, qui diffère des premiers en ce que les segments supérieur et inférieur sont séparés en deux, ce qui offre une lisibilité supplémentaire pour l'affichage de lettres ou d'autres symboles.
L'affichage à quatorze segments et l'affichage à seize segments sont souvent présents sur les systèmes embarqués, les magnétoscopes, les autoradios, les fours à micro-ondes et sur les lecteurs DVD.
Un point décimal ou une virgule peut être présent en tant que segment supplémentaire, ou paire de segments supplémentaires. La virgule (utilisée pour les groupements à trois chiffres ou comme séparateur décimal dans de nombreuses régions) est généralement formée en combinant le point décimal avec un segment en forme d'arc descendant vers la gauche.
Les affichages alphanumériques électroniques peuvent utiliser des DEL, des LCD ou des afficheurs fluorescents. Les afficheurs à DEL sont généralement fabriqués dans des boîtiers à un ou deux caractères, ce qui permet au concepteur du système de choisir le nombre de caractères adapté à l'application.

## Représentation des caractères

Chiffres arabes en affichage à quatorze segments.

En allumant différents segments, on peut afficher différents caractères.
Dans un affichage à quatorze segments, il existe également un 15e segment optionnel qui est un point décimal (désigné par DP).

### Chiffres décimaux
| Chiffre   | 0     | 1     | 2    | 3    | 4    | 5    | 6    | 7      | 8    | 9    |
| --------- | ----- | ----- | ---- | ---- | ---- | ---- | ---- | ------ | ---- | ---- |
| Code hexa | 0xC3F | 0x406 | 0xDB | 0x8F | 0xE6 | 0xED | 0xFD | 0x1401 | 0xFF | 0xE7 |

### Lettres de l'alphabet latin

Lettres de l'alphabet latin en affichage à quatorze segments.

L'affichage à quatorze segments est principalement utilisé pour afficher du texte, car les 14 segments permettent d'afficher toutes les lettres latines en majuscules et en minuscules (avec quelques exceptions comme le 's').
| Alphabet  | A    | B      | C    | D      | E    | F    | G    | H    | I      | J    | K      | L    | M     | N      |
| --------- | ---- | ------ | ---- | ------ | ---- | ---- | ---- | ---- | ------ | ---- | ------ | ---- | ----- | ------ |
| Code hexa | 0xF7 | 0x128F | 0x39 | 0x120F | 0xF9 | 0xF1 | 0xBD | 0xF6 | 0x1209 | 0x1E | 0x2470 | 0x38 | 0x536 | 0x2136 |

| Alphabet  | O    | P    | Q      | R      | S     | T      | U    | V     | W      | X      | Y      | Z     |
| --------- | ---- | ---- | ------ | ------ | ----- | ------ | ---- | ----- | ------ | ------ | ------ | ----- |
| Code hexa | 0x3F | 0xF3 | 0x203F | 0x20F3 | 0x18D | 0x1201 | 0x3E | 0xC30 | 0x2836 | 0x2D00 | 0x1500 | 0xC09 |

## Utilisation

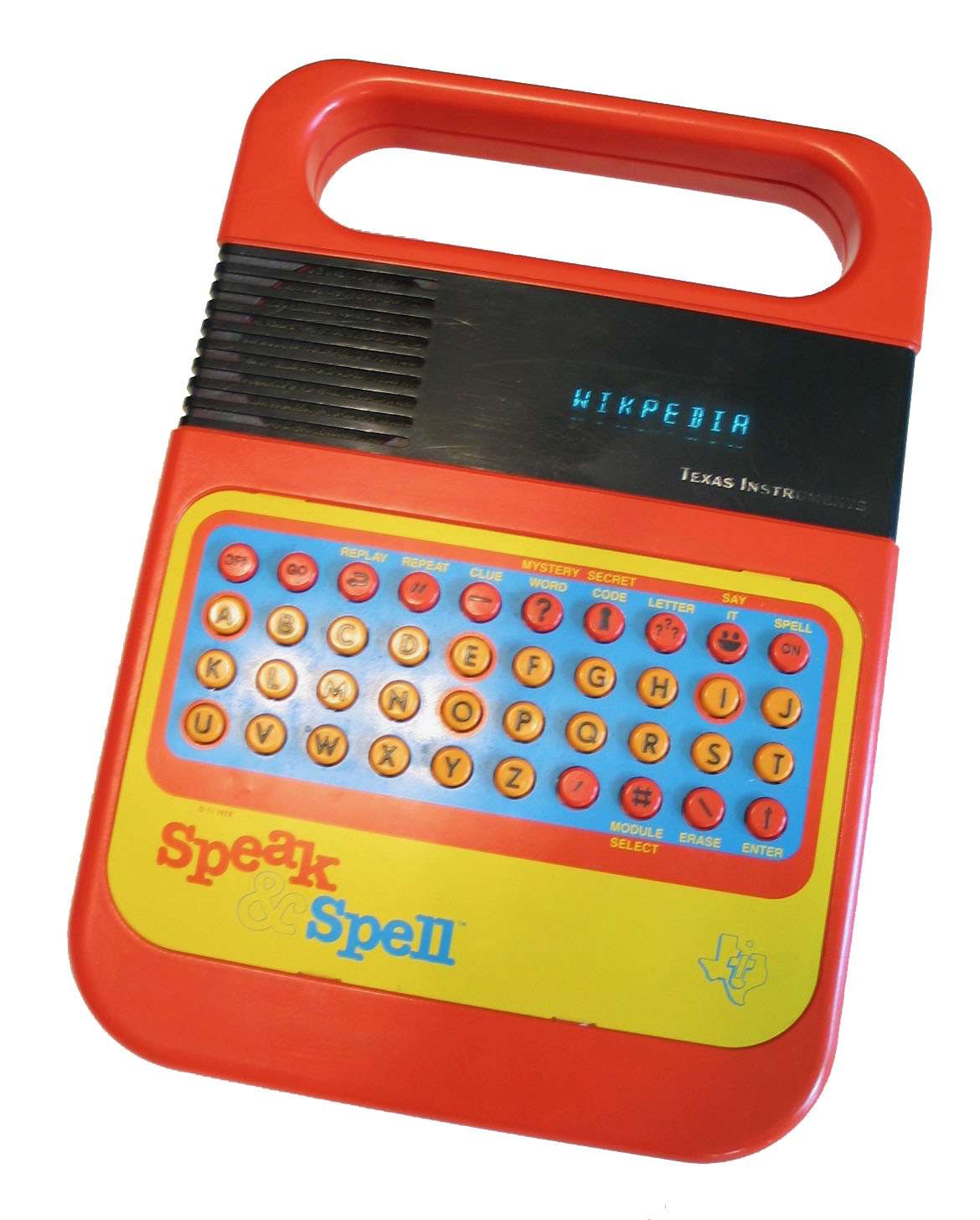
Un modèle de 1979 de Speak&Spell affichant « Wikpedia » sur un afficheur 14 segments
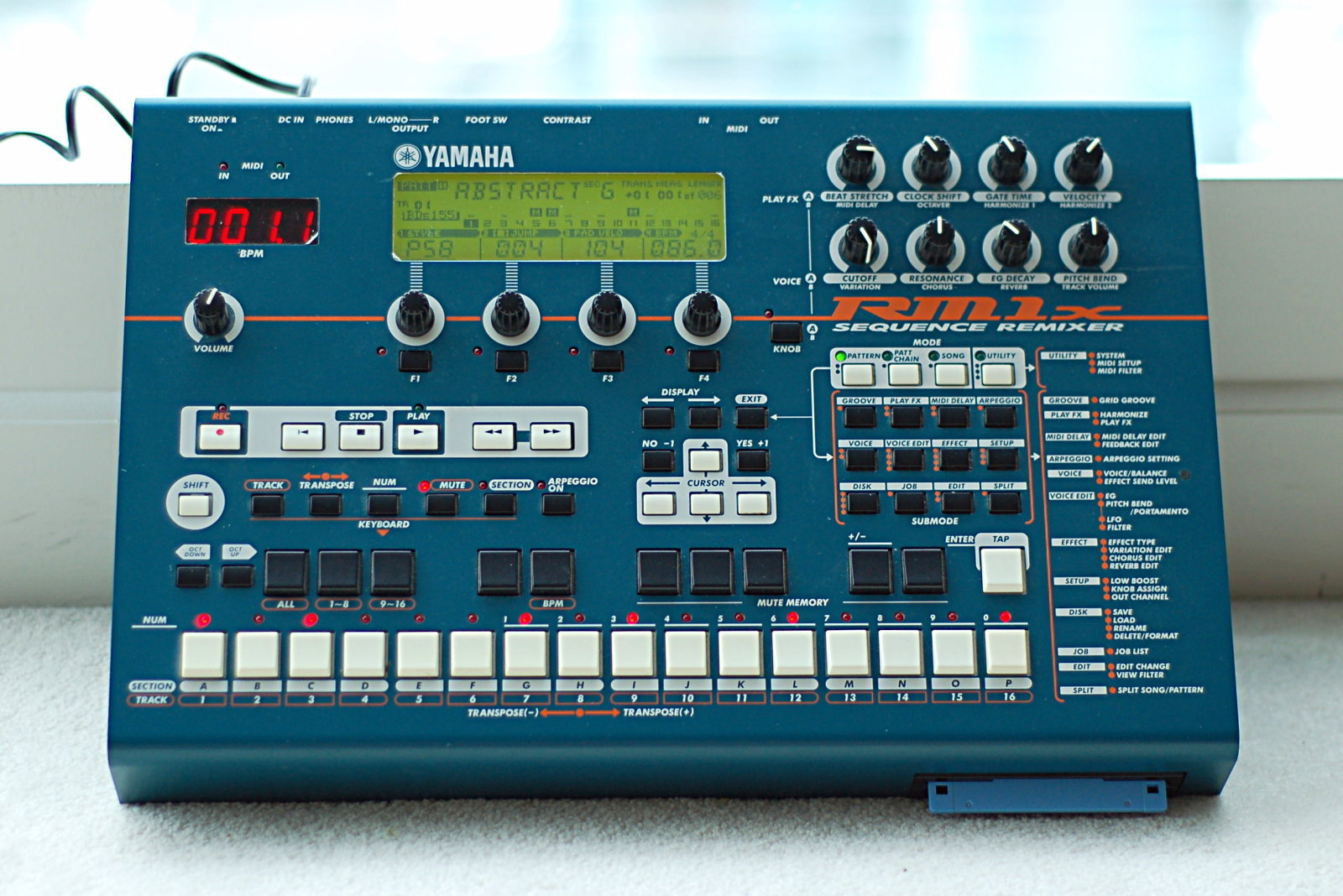
Le texte « abstract » affiché sur un afficheur à segment du Yamaha RM1x (en)
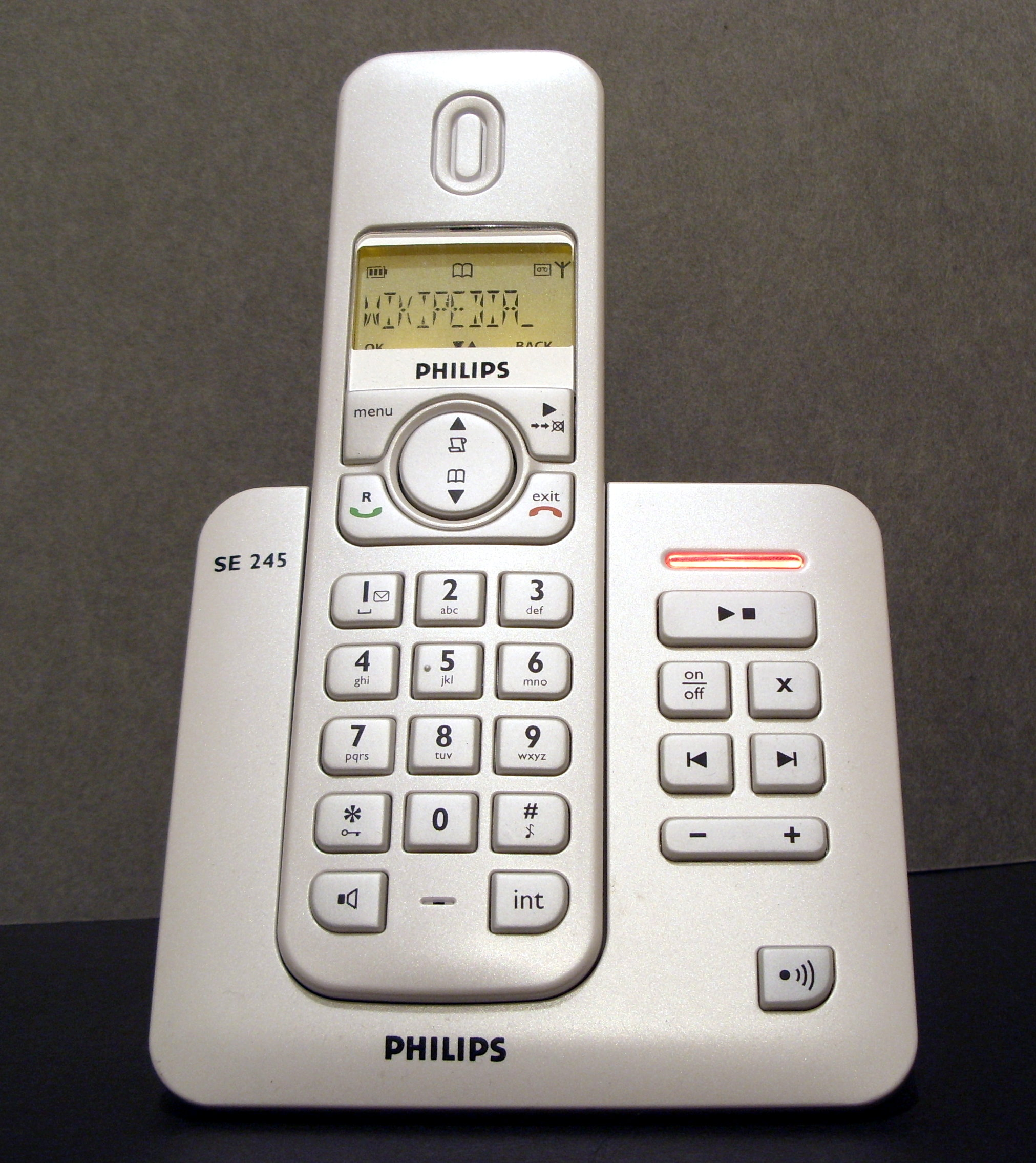
Téléphone DECT Philips équipé d'un affichage 14 segments affichant « Wikipedia »
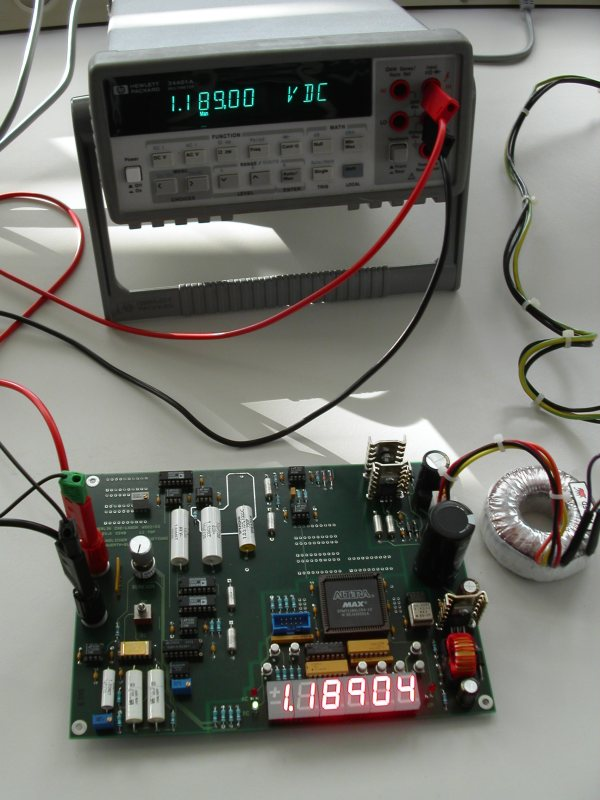
Voltmètre affichant l'unité VCD

Les afficheurs à 14 segments sont notamment utilisés à la fin du vingtième siècle dans différents appareils électroniques.
Les dispositifs d'affichage à segments multiples utilisent moins de composants que les dispositifs d'affichage à matrice de points et permettent une meilleure représentation des caractères. Ils peuvent aussi réduire la consommation d'énergie.
Des écrans à plasma de quatorze segments ont été utilisés dans les flippers de 1986 à 1991, avec une virgule et un point supplémentaires, soit un total de 16 segments.
Les afficheurs à quatorze et seize segments étaient utilisés pour produire des caractères alphanumériques sur les calculatrices et les systèmes embarqués. Aujourd'hui, les applications comprennent des écrans installés sur des unités d'identification de l'appelant, des équipements de gymnase, des magnétoscopes, des autoradios, des fours à micro-ondes, des machines à sous et des lecteurs de DVD.

### Lampe à incandescence
Les affichages alphanumériques à segments multiples sont presque aussi anciens que l'utilisation de l'électricité. Un manuel de 1908 décrit un système d'affichage alphanumérique utilisant des lampes à incandescence et un dispositif de commutation mécanique. Chacune des 21 lampes du système était reliée à un commutateur actionné par un ensemble de barres fendues, installé dans un tambour rotatif. Cet ensemble de commutateurs pouvait être disposé de façon que, lorsque le tambour tournait, différents jeux de commutateurs soient fermés et que différentes lettres et différents chiffres puissent être affichés. Ce système était utilisé sur les panneaux parlants pour afficher des messages, mais un jeu complet de commutateurs, de tambours et de lampes était nécessaire pour chaque lettre du message, ce qui rendait le panneau assez coûteux.

### Exemples

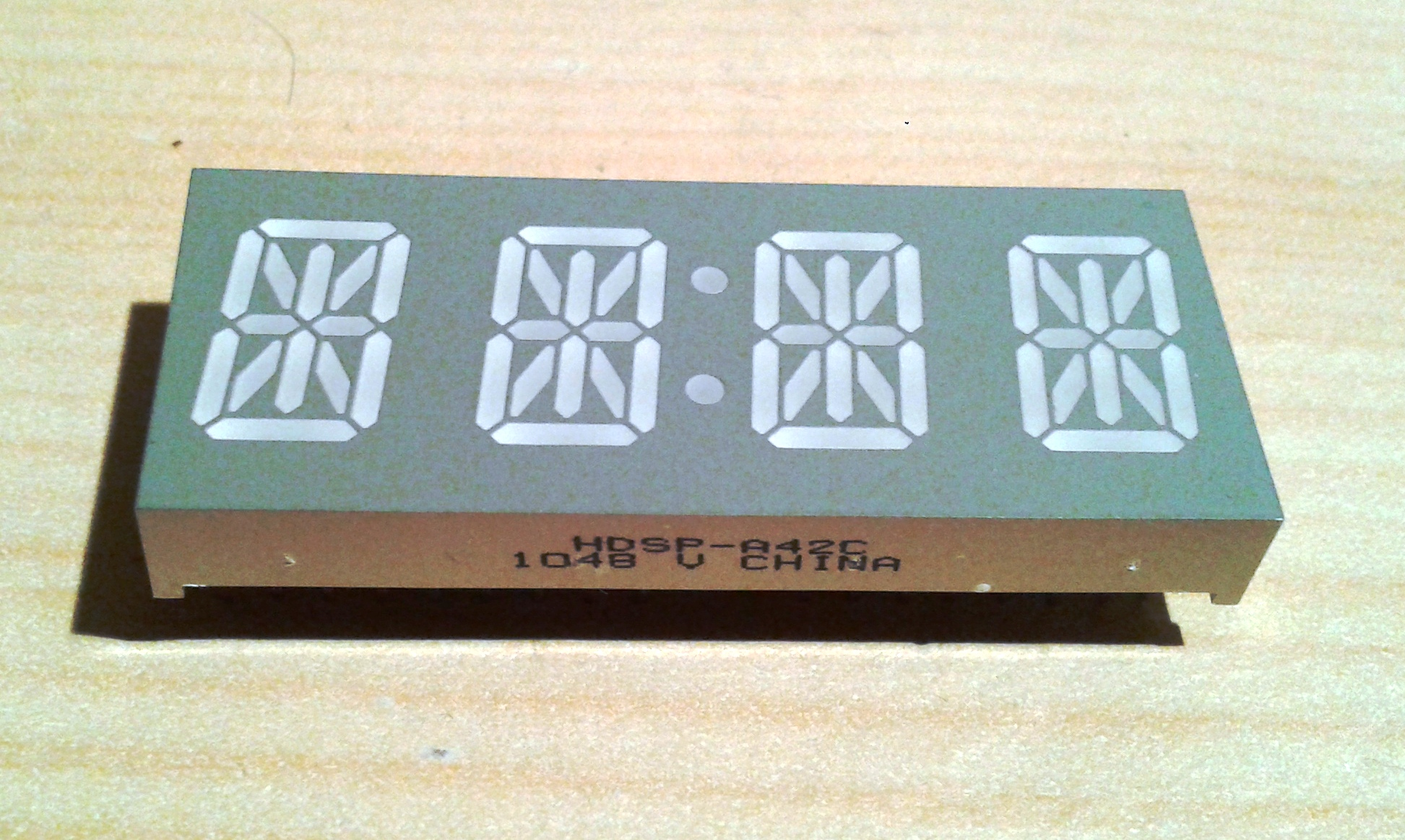
Un afficheur à quatre caractères de quatorze segments.
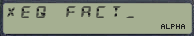
Un afficheur LCD à quatorze segments utilisé sur la gamme de calculatrices programmables HP-41 de Hewlett-Packard à la fin des années 1970.
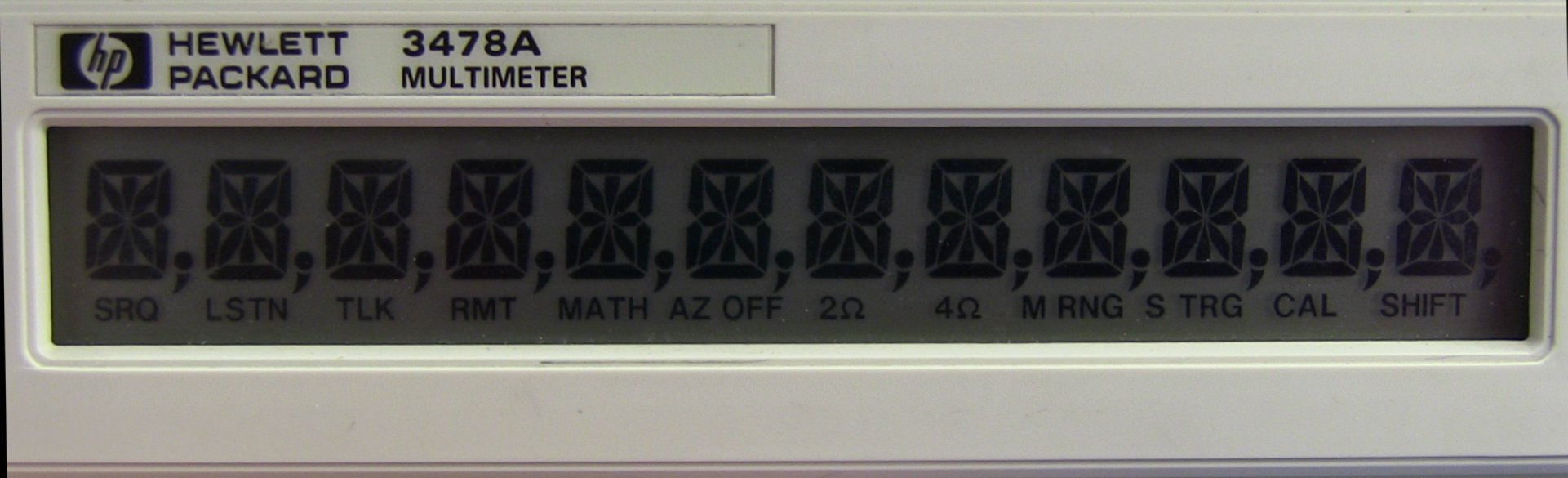
Un afficheur à quatorze segments LCD sur le multimètre HP3478A de Hewlett-Packard.
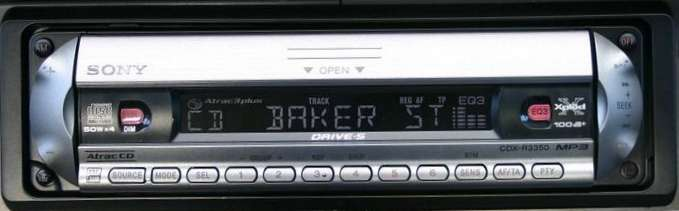
Un afficheur à quatorze segments LCD sur un autoradio.
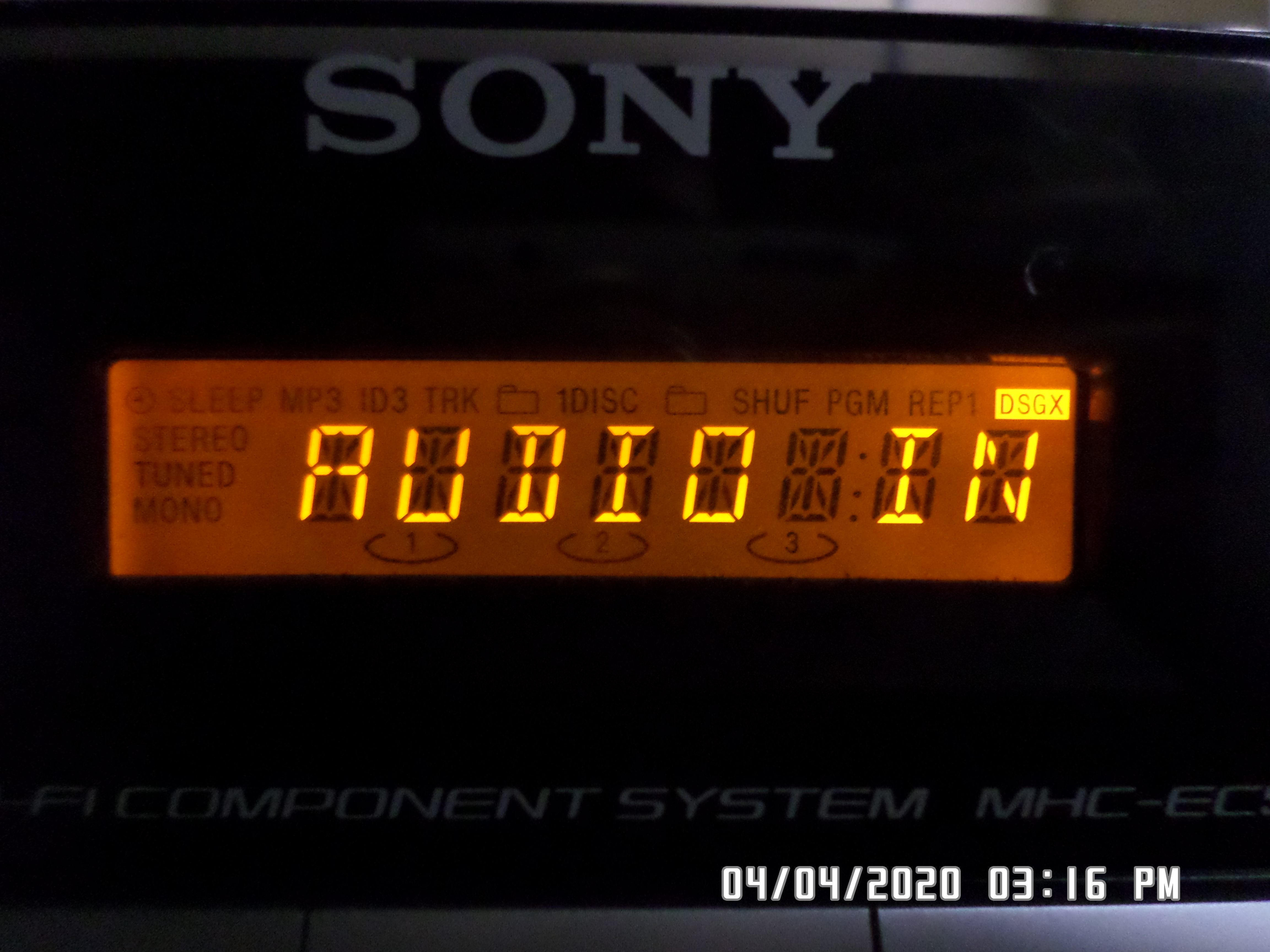
Un écran LCD inversé et rétroéclairé de quatorze segments utilisé dans un mini-système de composants Hi-Fi Sony MHC-EC55.